# Der einsame Job
Der einsame Job (Originaltitel: Report to the Commissioner) ist ein US-amerikanischer Kriminalfilm aus dem Jahr 1975. Regie führte Milton Katselas, das Drehbuch schrieben Abby Mann und Ernest Tidyman anhand eines Romans von James Mills.

## Handlung
Beauregard „Bo“ Lockley langhaarig und nachdenklich, ist eine neue Art von verdecktem Ermittler im New Yorker Police Department. Er wird beauftragt, eine vermisste junge Frau zu finden, erfährt aber nicht, dass sie in Wirklichkeit eine verdeckte Ermittlerin ist, deren neuester Auftrag es ist, an einen Heroin-Dealer, Thomas „Stick“ Henderson, heranzukommen, an den die Abteilung schon lange heran will. Lockley findet sie bei dem Dealer in der Gegend des Times Square in New York City. Frustriert über seine Anwesenheit, da sie ihren Auftrag gefährdet, vereinbart sie ein Treffen mit Lockley für den nächsten Morgen. Doch als sie den Termin verpasst, geht er zu dem Ort, an dem sie und Henderson leben, und in der darauf folgenden verwirrten Schießerei erschießt Lockley sie versehentlich.
Lockley jagt Henderson durch die Straßen und in das Kaufhaus Saks Fifth Avenue, und die beiden enden in einem Aufzug zwischen den Etagen gefangen, mit vorgehaltener Waffe. Die beiden Männer freunden sich während der folgenden fruchtlosen Verhandlungen an und einigen sich nach einiger Zeit darauf, zu versuchen, durch die Falltür in der Decke des Aufzugs zu entkommen. Der gesamte Bereich ist jedoch von schwer bewaffneten Polizisten umstellt, die Henderson erschießen.
Lockley und die Vorgesetzten der Polizistin, entschlossen, ihre Karrieren zu retten, ringen um eine Geschichte, die für die Abteilung möglichst wenig peinlich sein soll. Sie behaupten, dass Lockley, die Frau und der Dealer in ein Liebesdreieck verwickelt waren und dass Lockley sie aus Eifersucht erschossen hat.

## Drehorte, Hintergrund
Der Film wurde in New York City und den Warner Brothers Burbank Studios in Burbank (Kalifornien) gedreht. Richard Gere spielte hier seine erste Rolle in einem Kinofilm.

## Kritik
Roger Ebert schrieb in der Chicago Sun-Times, der „kompetente Polizeifilm“ funktioniere nicht immer – jedoch dort, wo er funktioniere, gewinne er das Interesse des Publikums. Michael Moriarty sei talentiert, nutze jedoch seine Möglichkeiten nicht vollständig. Einige anderen Schauspieler würden sehr gute Darstellungen liefern.
Das Lexikon des internationalen Films beurteilt den Film als „[r]obust gebaute, bedeutungsschwangere Kolportage, in der streckenweise schockierende Effekte die Hauptrolle übernehmen.“
Die Zeitschrift TV direkt 1/2008 schrieb, der Film wirke lebensnah und zum Teil schockierend.